# Зелені (політика)
Зеле́ні — представники масового демократичного руху, що виник у Західній Європі на початку 1970-х років (див. Зелена політика). Об'єднував громадські групи, які боролися проти забруднення довкілля, шкідливих наслідків розвитку атомної енергетики, за скорочення військових бюджетів, децентралізацію та демократизацію суспільного життя тощо. В 1984 р. було створено Європейську партію «зелених», до якої ввійшли представники Австрії, Бельгії, Великої Британії, Ірландії, Нідерландів, ФРН і Франції.

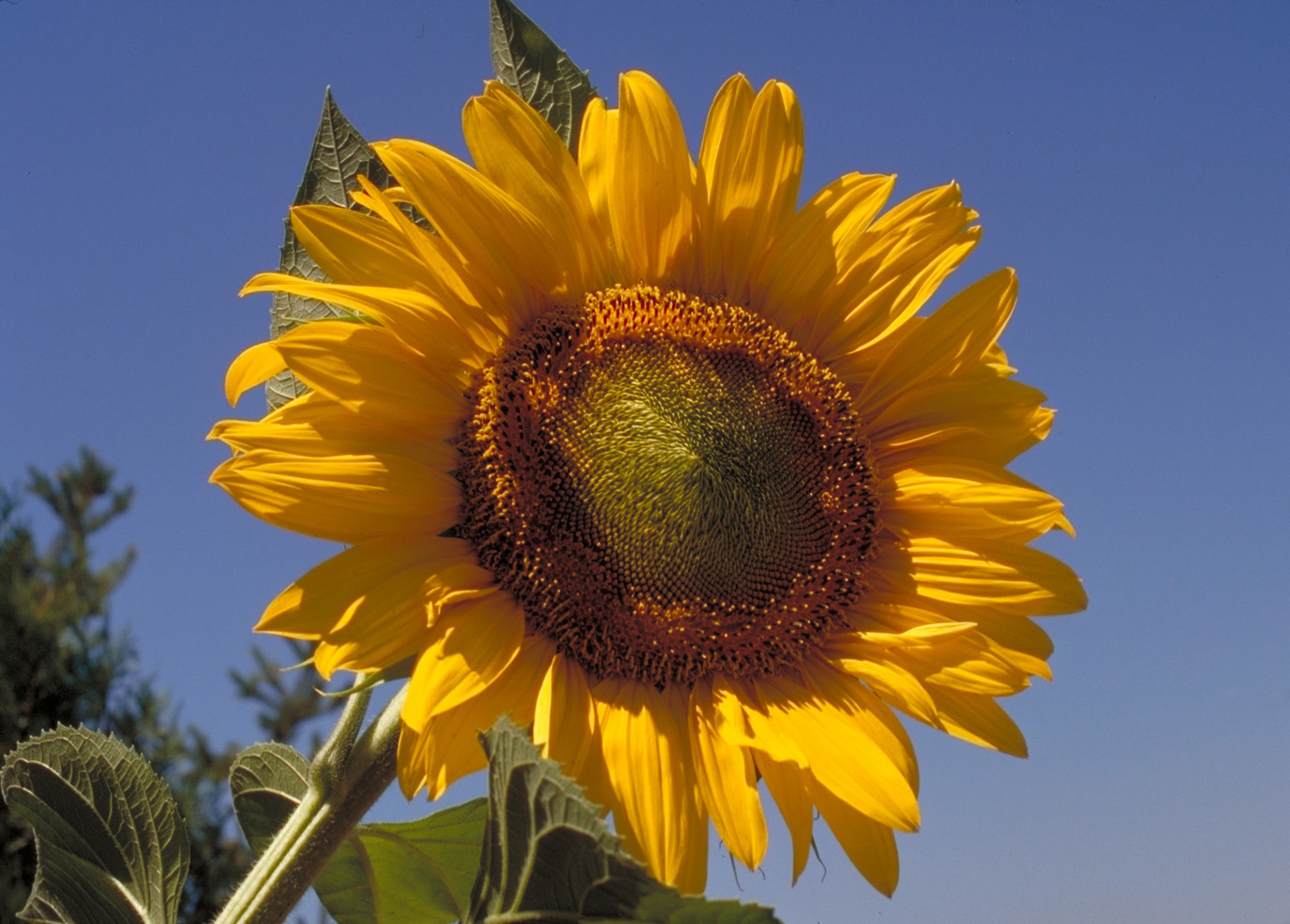
Соняшник — міжнародний символ зеленої політики.

Сучасна (2013) фракція «зелених» в Європарламенті називається «Зелені — Європейський вільний альянс».
Екологічні партії — це партії, політичний порядок денний яких чітко фокусується на екологічних цілях. Небагато екологічних партій мають у своєму порядку денному виключно екологічні цілі, але найбільші екологічні партії, зокрема, займають позицію з усіх політично важливих питань.